# Gary Mackay-Steven
Gary Mackay-Steven est un footballeur écossais né le 31 août 1990 à Thurso. Il évolue au poste milieu de terrain.

## Biographie

### Carrière en club

#### Les premières années
Mackay-Steven commence sa carrière avec Ross County avant de rejoindre Liverpool en 2007. L'Écossais subit beaucoup de blessures qui ralentissent sa progression et après deux ans passés dans la réserve des Reds, il est libéré. Il reste un certain temps à Fulham avant de revenir finalement en Écosse. 

#### Airdrie United
En janvier 2011, Mackay-Steven signe au Airdrie United, club de D3 écossaise. Il totalise 21 apparitions et marque à deux reprises en Coupe d'Écosse.

#### Dundee United
En juillet 2011, Mackay-Steven rejoint Dundee United et la Scottish Premier League . Après avoir fait ses débuts en Ligue Europa contre le Śląsk Wrocław, Mackay-Steven n'arrive pas à s'imposer avec les Terrors et reste sur le banc pendant les premiers mois. Il marque son premier but avec son club lors du match nul 3-3 face à St Johnstone au McDiarmid Park et marque encore lors de la victoire 4-1 à Dunfermline à la fin octobre. En janvier 2012, Mackay-Steven prolonge son contrat jusqu'en 2015 avec Dundee United.

#### Celtic
En fin de contrat avec Dundee United, le 2 février 2015 il est transféré au Celtic. Dès son premier match il marque au bout d'une minute de jeu. L'Écossais enchaîne ensuite des matchs en tant que titulaire et joue la Ligue Europa face à Inter Milan, mais il ne pourra rien pour aider son équipe lors du match retour où il sera remplacé dès la quarantième minute après l'expulsion de son coéquipier Virgil van Dijk.

#### Aberdeen
Le 12 juillet 2017, il rejoint Aberdeen FC.

#### New York City FC et après
Le 24 juin 2019, en fin de contrat avec Aberdeen FC, il rejoint le New York City FC.
Le 8 janvier 2021, il rejoint Hearts.

### En sélection
En février 2013, Mackay-Steven est convoqué en équipe d'Écosse espoirs. Les Écossais affrontent les Pays-Bas. Mackay-Steven joue 90 minutes et le match se finit sur le score de 0-0.
Le 7 mars 2013, Mackay-Steven est appelé par Gordon Strachan en équipe A pour les éliminatoires de la Coupe du monde 2014 contre la Serbie et le pays de Galles.

## Statistiques
| Saison                | Club                  | Championnat           | Championnat | Championnat | Coupe nationale | Coupe nationale | Coupe de la Ligue | Coupe de la Ligue | Supercoupe | Supercoupe | Compétition(s) continentale(s) | Compétition(s) continentale(s) | Compétition(s) continentale(s) | Total | Total |
| Saison                | Club                  | Division              | M.          | B.          | M.              | B.              | M.                | B.                | M.         | B.         | Comp.                          | M.                             | B.                             | M.    | B.    |
| 2010-2011             | Airdrie United FC     | 2                     | 19          | 0           | 2               | 2               | -                 | -                 | -          | -          | -                              | -                              | -                              | 21    | 2     |
| Sous-total            | Sous-total            | Sous-total            | 19          | 0           | 2               | 2               | -                 | -                 | -          | -          | -                              | -                              | -                              | 21    | 2     |
| 2011–2012             | Dundee United FC      | 1                     | 31          | 4           | 3               | 1               | 1                 | 0                 | -          | -          | C3                             | 1                              | 0                              | 36    | 5     |
| 2012-2013             | Dundee United FC      | 1                     | 23          | 5           | 3               | 2               | 1                 | 0                 | -          | -          | C3                             | 2                              | 0                              | 29    | 7     |
| 2013-2014             | Dundee United FC      | 1                     | 35          | 7           | 5               | 3               | 1                 | 0                 | -          | -          | -                              | -                              | -                              | 41    | 10    |
| 2014-2015             | Dundee United FC      | 1                     | 21          | 5           | 1               | 0               | 3                 | 0                 | -          | -          | -                              | -                              | -                              | 25    | 5     |
| Sous-total            | Sous-total            | Sous-total            | 110         | 21          | 16              | 6               | 6                 | 0                 | -          | -          | -                              | 3                              | 0                              | 135   | 27    |
| 2014-2015             | Celtic FC             | 1                     | 9           | 3           | -               | -               | -                 | -                 | -          | -          | C3                             | 2                              | 0                              | 11    | 3     |
| Sous-total            | Sous-total            | Sous-total            | 9           | 3           | -               | -               | -                 | -                 | -          | -          | -                              | 2                              | 0                              | 11    | 3     |
| Total sur la carrière | Total sur la carrière | Total sur la carrière | 138         | 24          | 18              | 8               | 6                 | 0                 | -          | -          | -                              | 5                              | 0                              | 167   | 32    |

## Palmarès

### Au club
- Celtic
  - Vainqueur du championnat d'Écosse en 2015 et 2016
- Aberdeen
  - Finaliste de la coupe de la Ligue écossaise en 2018
- Heart of Midlothian
  - Champion de la Scottish Football League First Division (deuxième division) en 2021.
  - Finaliste de la Coupe d'Écosse en 2022

### Distinctions personnelles
- Clydesdale Bank Premier League Jeune Joueur du mois (février 2012)
- Clydesdale Bank Premier League Jeune Joueur du mois (mars 2012)
- Membre de l'équipe-type de Scottish Premier League en 2012